# Walki o Awdijiwkę
Walki o Awdijiwkę – długotrwałe starcie wojsk Rosji i Ukrainy trwające od lutego 2022 podczas ataku Rosji na Ukrainę.
Awdijiwka jest jedną z najbardziej ufortyfikowanych osad na Ukrainie i została opisana jako „brama” do pobliskiego, okupowanego przez Rosję miasta Donieck. Utrzymanie przez Ukrainę kontroli nad Awdijiwką uniemożliwiło Rosji wykorzystanie Doniecka i jego zasobów jako węzła komunikacyjnego i zapobiegło rosyjskim przełomom na tej osi, pomimo ciężkich walk trwających od ponad roku.
17 lutego 2024 r. ukraiński głównodowodzący Ołeksandr Syrski ogłosił, że ukraińskie siły zostały wycofane z miasta „w celu uniknięcia okrążenia i ochrony życia i zdrowia personelu”.

## Tło

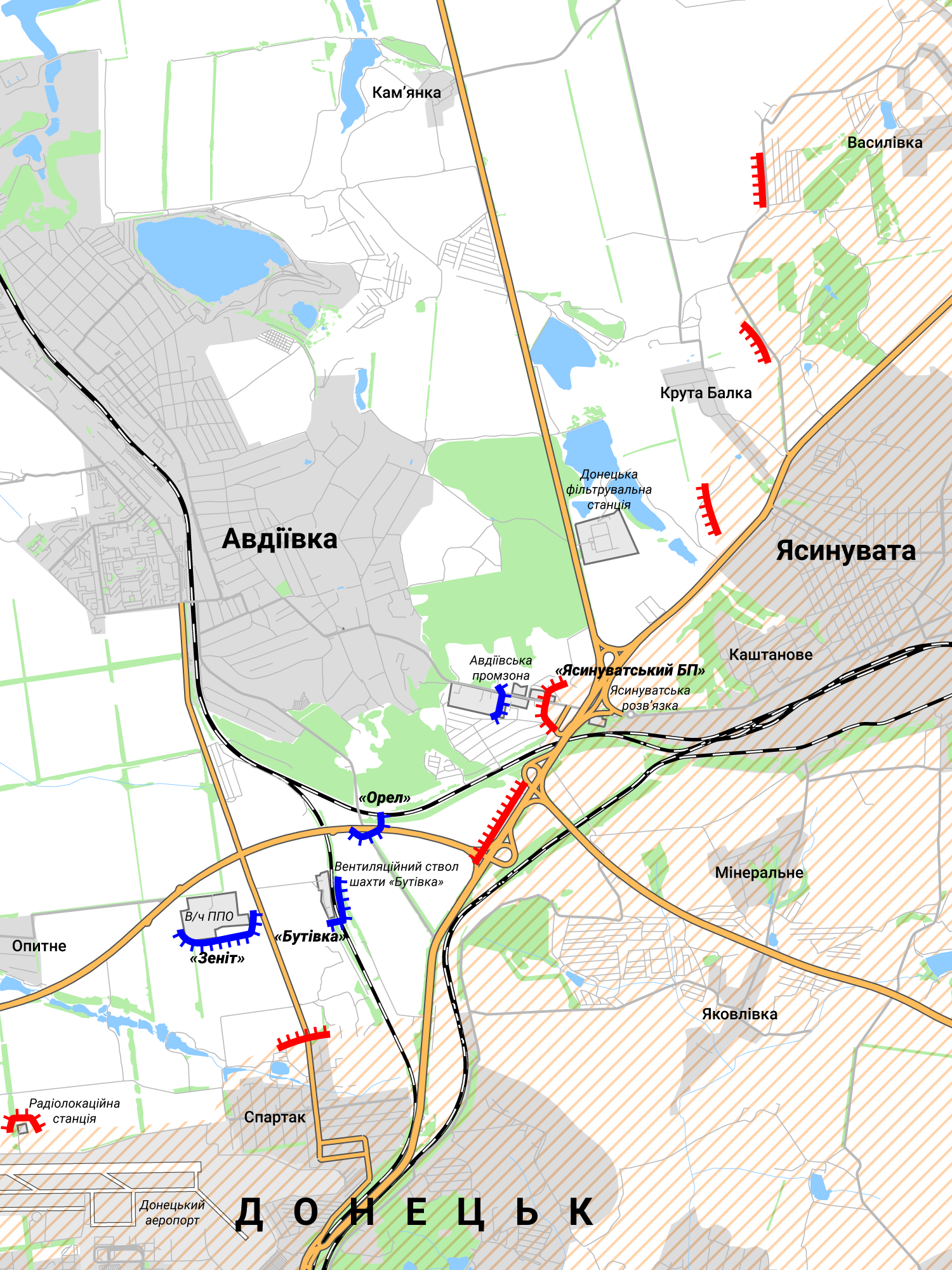
Mapa starć Ukraińców z rosyjskimi separatystami w 2017 r.
Pozycje ukraińskie to (od lewej): pozycja „Zenit”, kopalnia węgla „Butiwka”, pozycja „Orel”, strefa industrialna „Promzona”

Awdijiwka znajduje się 13 km na północ od Doniecka. W 2014 miasto na krótko znalazło się pod kontrolą prorosyjskich separatystów, ale zostało odbite przez siły ukraińskie pod koniec lipca 2014. Na początku 2016 prorosyjscy separatyści bez powodzenia atakowali siły ukraińskie w strefie przemysłowej Awdijiwki, a miasto było ostrzeliwane artylerią.
Do strategicznie znaczących pozycji w mieście należą m.in. pozycja „Zenit” utrzymywana przez Ukraińców od 2014 r., awdijiwska koksownia na północy miasta czy strefa industrialna „Promka”. Utrzymanie ich miało kluczowe znaczenie w walkach o kontrolę nad miastem.

## Wczesne walki

### Początek inwazji (21 lutego – 17 kwietnia 2022 r.)
Walki rozpoczęły się 21 lutego 2022 r., kiedy siły rosyjskie wraz z separatystami wznowiły walki w Awdijiwce. 13 marca siły rosyjskie zbombardowały koksownię w Awdijiwce, chociaż Rosjanie oskarżyli Ukrainę o jej sabotaż. Narodowa Policja Ukrainy oświadczyła 22 marca, że Rosja użyła wieloprowadnicowych wyrzutni rakietowych Tornado-S w bombardowaniach Awdijiwki, rzekomo powodując ofiary wśród ludności cywilnej. 25 marca poinformowano, że Artem Murakhovskyi, dowódca pułku Azow, został zabity w Awdijiwce.

### Eskalacja (18 kwietnia – 27 czerwca 2022 r.)
18 kwietnia Rosja wznowiła inwazję na wschodnią Ukrainę, a obie strony ogłosiły początek „bitwy o Donbas”, a Rosja rozpoczęła intensywne ostrzeliwanie i atakowanie Awdijiwki. Około 2000 mieszkańców Awdijiwki zostało zmuszonych do ucieczki pod ziemię. Ukraina twierdziła, że 19 kwietnia odparła rosyjskie ataki w Awdijiwce.

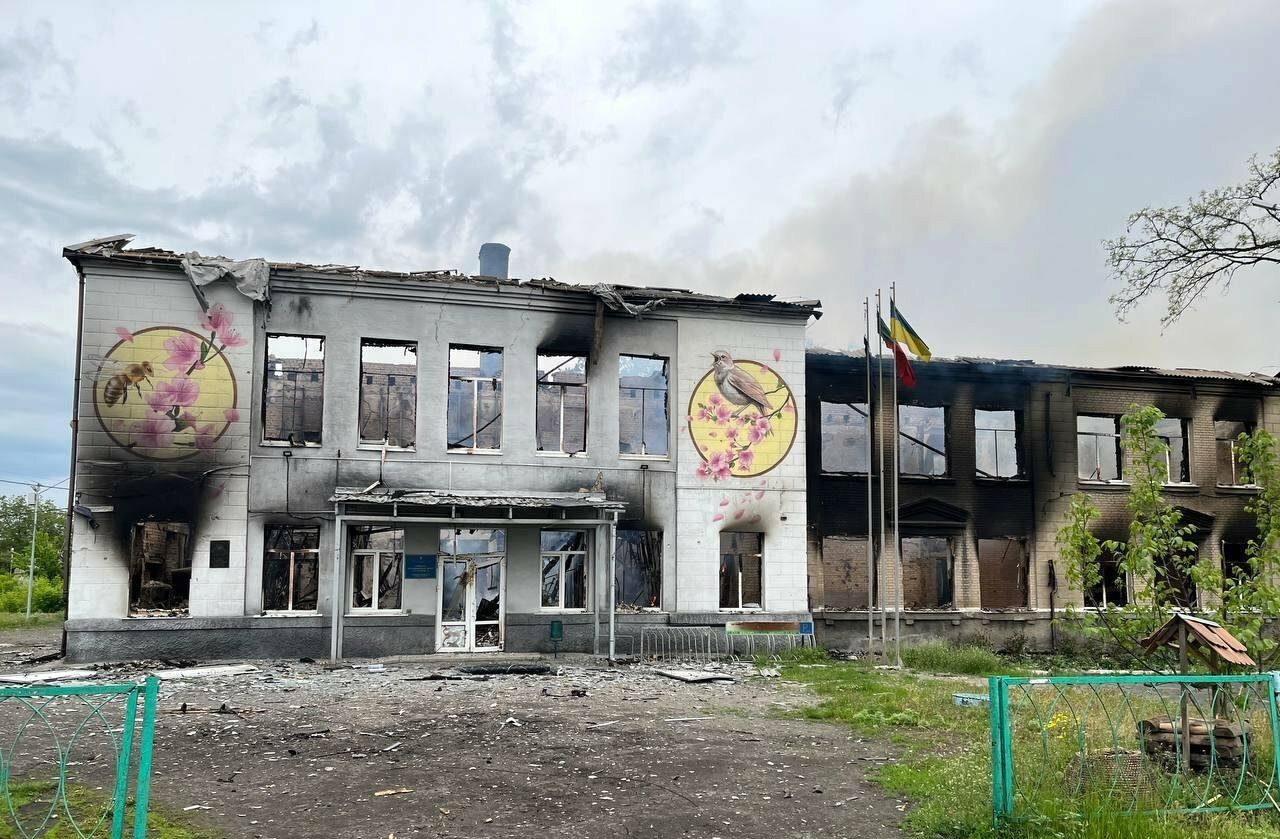
Szkoła nr 1 w Awdijiwce po ostrzale amunicją fosforową

Podczas bitwy kilkakrotnie informowano o użyciu przez siły rosyjskie amunicji fosforowej. Przewodniczący obwodu donieckiego Pawło Kyryłenko poinformował o ataku fosforowym na miejską strefę przemysłową 26 marca, na teren koksowni 26 kwietnia, a następnego dnia na centrum miasta, powodując kilka pożarów. 29 kwietnia opublikowano nagrania wideo z ostrzału sił ukraińskich w Awdijiwce przez wojska rosyjskie przy użyciu broni termobarycznej. 8 maja szkoła nr 1 w Awdijiwce została zniszczona w wyniku rosyjskiego ataku z użyciem amunicji fosforowej. 26 maja Sztab Generalny Sił Zbrojnych Ukrainy poinformował, że siły rosyjskie posuwają się naprzód przez Awdijiwkę, zdobywając wiele obszarów w mieście.
1 czerwca siły Donieckiej Republiki Ludowej przejęły kontrolę nad główną autostradą. 6 czerwca DRL zajęła terytorium w pobliżu Kamianki. 12 czerwca Rosja ponownie zbombardowała koksownię w Awdijiwce. 21 czerwca zniszczono szkołę nr 6, która była trzecią zniszczoną szkołą w Awdijiwce. 24 czerwca siły rosyjskie ostrzelały Awdijiwkę. 4 lipca siły rosyjskie zajęły Nowoseliwkę Druhę, położoną 10 km na północny wschód od Awdijiwki, próbując okrążyć miasto. 7 lipca siły rosyjskie ostrzeliwały Awdijiwkę przez 24 godziny. Uderzyły w infrastrukturę, szpital, budynki mieszkalne, zajezdnię autobusową i koksownię w Awdijiwce.
18 lipca DRL twierdziła, że „w połowie otoczyła” Awdijiwkę, blokując dwie drogi prowadzące do miasta. Instytut Studiów nad Wojną (ISW), amerykański think tank non-profit, również stwierdził, że walki na północ od Awdijiwki nasiliły się 18 lipca. Jednak Igor Girkin, rosyjski nacjonalista i regularny krytyk rosyjskich działań wojennych na Ukrainie, powiedział, że siły DRL nie były w stanie osiągnąć wielu korzyści z powodu ukraińskiej artylerii.

### Ponowne ataki i przejęcie Pisków (28 lipca 2022 – marzec 2023 r.)
28 lipca siły DRL i Rosji rozpoczęły ofensywę w celu otoczenia Awdijiwki. Siły rosyjskie i separatystyczne zaatakowały miasta Krasnohoriwka, Pisky i inne miejscowości na północ od Awdijiwki. 31 lipca szef administracji wojskowej Awdijiwki Witalij Barabasz powiedział, że w mieście pozostało tylko 10% przedwojennej ludności, czyli około 2500 osób.
5 sierpnia Ukraina poinformowała, że straciła na rzecz Rosji kopalnię węgla w Butiwce, która została zepchnięta na obrzeża Awdijiwki. 7 sierpnia materiał bojowy pokazał, że siły rosyjskie dotarły do centrum miejscowości Pisky, a do 24 sierpnia w pełni opanowały całą miejscowość. Na początku września kilka jednostek separatystycznych, w tym Batalion Sparta i Batalion Somalia, rozpoczęło atak w szerszym obszarze Awdijiwki, przede wszystkim w pobliżu Pisków. Pod koniec września Wall Street Journal donosił, że siły ukraińskie „pozostają w defensywie” w Awdijiwce. 10 października Ukraina poinformowała, że Rosja kontynuuje ofensywę w Awdijiwce i próbuje okrążyć miasto. W połowie stycznia 2023 r. siły rosyjskie i DRL podjęły próbę zdobycia wioski Wodiane, akcja ta została opisana przez brytyjskiego blogera wojskowego jako „katastrofalna”.

### Późniejsze próby okrążenia (marzec – październik 2023 r.)

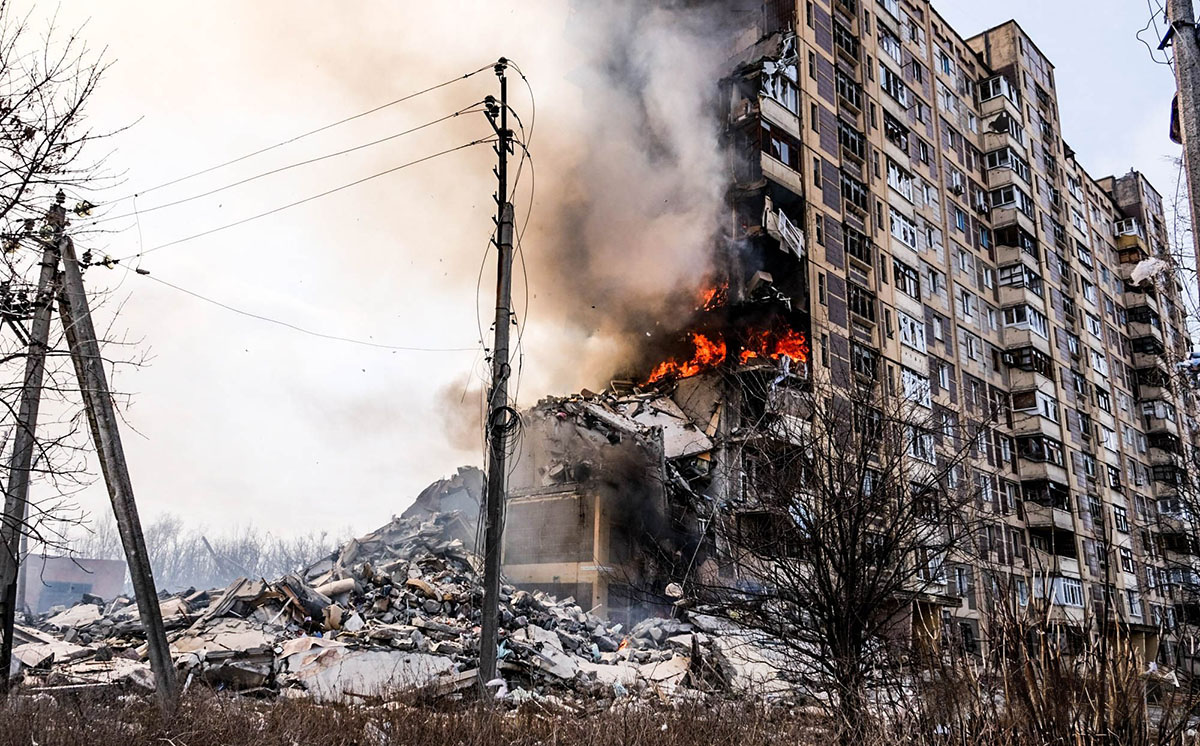
Blok mieszkalny w Awdijiwce po rosyjskim bombardowaniu, marzec 2023 r.

W marcu 2023 roku ukraiński dowódca w Awdijiwce powiedział, że siły rosyjskie próbują całkowicie okrążyć miasto. 24 kwietnia Ukraińcy twierdzili, że odparli rosyjski atak, zabili lub ranili 200 rosyjskich żołnierzy i zniszczyli 20 sztuk sprzętu. 21 maja Ukraińcy twierdzili, że pokonali zmechanizowany rosyjski atak w pobliżu Awdijiwki. Podczas starcia zabili 40 rosyjskich żołnierzy i zniszczyli 5 pojazdów opancerzonych, w tym co najmniej dwa czołgi.
Walki w bitwie nasiliły się na początku ukraińskiej kontrofensywy w 2023 roku, a siły rosyjskie wywierały presję na obrzeża miasta, a Ukraińcy okopali się. 10 września 2023 r. szef administracji wojskowej miasta Awdijiwka Witalij Barabasz poinformował, że siły ukraińskie zdobyły przyczółek w miejskiej części wsi Opytne, 3 km na południowy zachód od Awdijiwki i 2 km na północ od Portu Lotniczego Donieck, twierdząc, że opanowały południową granicę miasta, kończąc groźbę bliskiego okrążenia.

## Główne walki (10 października 2023 r. – 17 lutego 2024 r.)

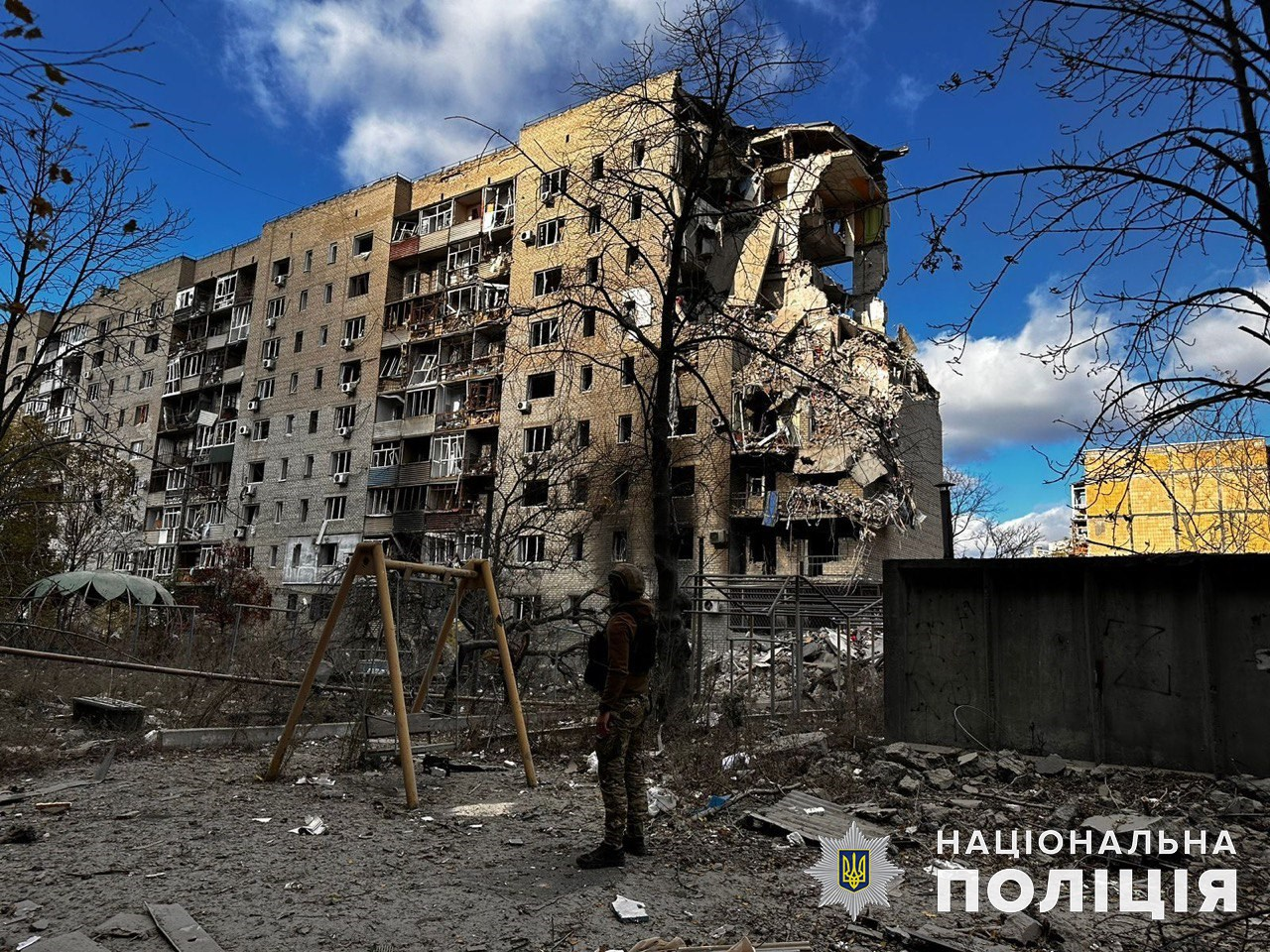
Blok mieszkalny w Awdijiwce po rosyjskim bombardowaniu, październik 2023 r.

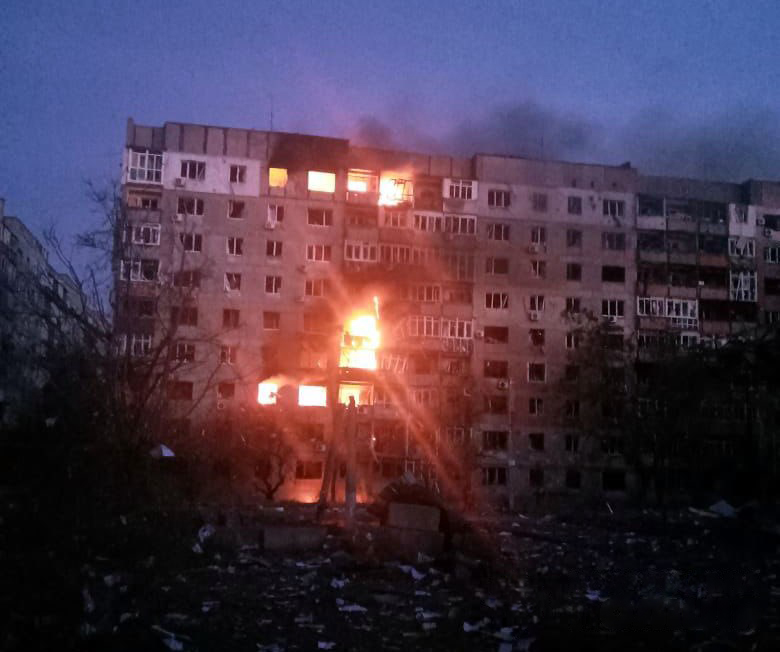
Blok mieszkalny w Awdijiwce po rosyjskim bombardowaniu, październik 2023 r.

### Początkowe ataki zmechanizowane (10 października – 12 listopada 2023 r.)
Począwszy od 10 października siły rosyjskie zaatakowały północną, zachodnią i południową część Awdijiwki za pomocą opancerzonych grup szturmowych i śmigłowców, wspieranych przez artylerię. Trzy zmotoryzowane brygady strzeleckie rosyjskiej 8 Armii Ogólnowojskowej rozpoczęły skoordynowaną akcję ofensywną wokół Awdijiwki na południowy zachód od Siewiernych i na północny zachód od Krasnohoriwki i wsi Stepowe, w pobliżu koksowni Awdijiwka. Według doniesień, wszystkie obserwowane jednostki rosyjskie biorące udział we wznowionej ofensywie były wówczas członkami Ludowej Milicji Donbasu, którą 8 Armii Ogólnowojskowa wchłonęła na początku inwazji.
W dniu 11 października Ukraiński Sztab Generalny poinformował, że Rosja rozpoczęła 18 działań bojowych przeciwko miastu w ciągu ostatnich 24 godzin, a siły rosyjskie przeprowadziły jedno uderzenie rakietowe i 36 nalotów, podczas gdy ukraińskie siły powietrzne przeprowadziły 12 nalotów. Rzecznik ukraińskiego sztabu generalnego Andrij Kowaliow poinformował w wywiadzie dla Radia Swoboda, że siły ukraińskie wiedziały wcześniej o tej próbie ataku i były na nią przygotowane. 12 października ISW ocenił, że siły rosyjskie „nie zapewniły żadnego większego wyłomu” i prawdopodobnie nie odetną sił ukraińskich z powodu ciężkich strat, odpowiadających batalionowej grupie taktycznej w pojazdach opancerzonych.

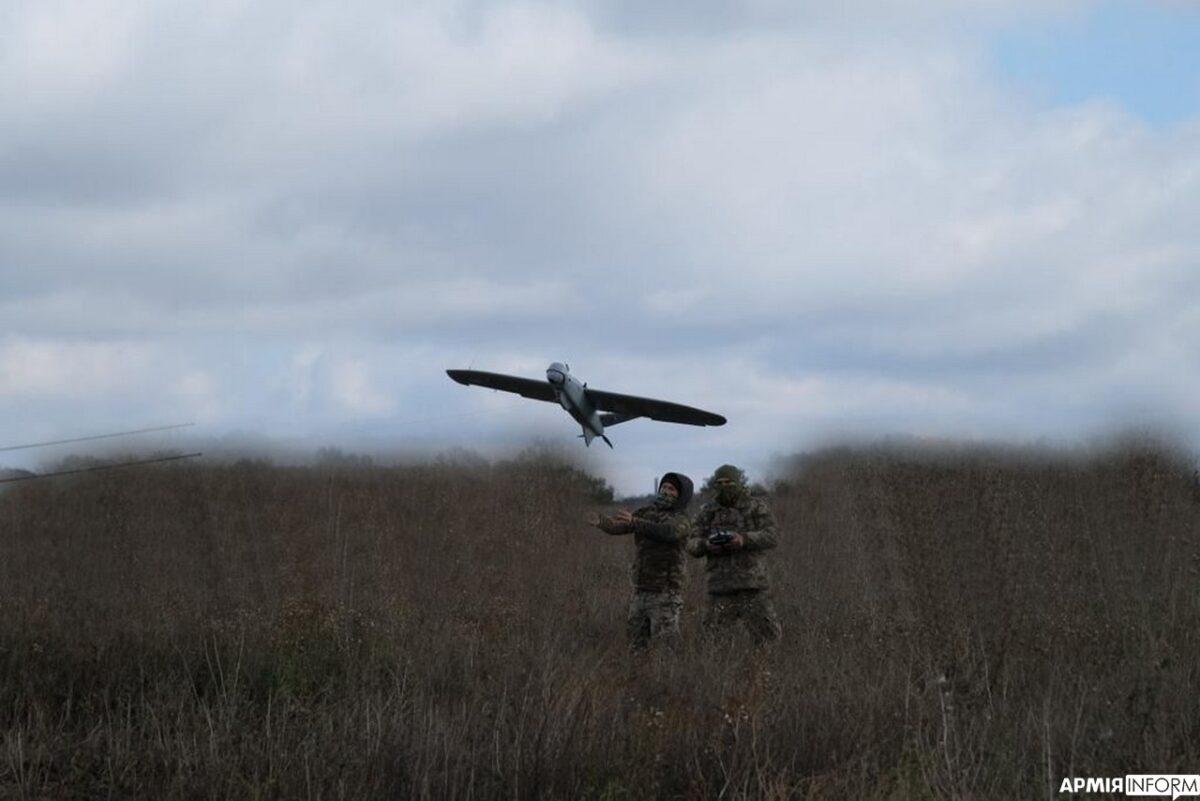
Ukraińscy żołnierze z bezzałogowym statkiem powietrznym Leleka-100 w okolicach Awdijiwki, październik 2023 r.

15 października siły ukraińskie przeprowadzały kontrataki na południowej flance w pobliżu Pierwomajśka (11 km na południowy zachód od Awdijiwki) i Siewiernych (6 km na zachód od Awdijiwki) z mieszanymi rezultatami. Siły rosyjskie kontynuowały wielodniowe ataki na całym froncie, wykazując oznaki odpuszczenia dopiero 16 października, kiedy burmistrz Awdijiwki Witalij Barabasz poinformował, że siły rosyjskie próbowały szturmować miasto tylko 15 razy, w porównaniu ze średnią 60 razy w środku tygodnia. Andrij Serhan, dowódca plutonu dronów 59 Brygady Zmechanizowanej, powiedział, że rosyjskie natarcie nie powiodło się, ale Rosjanie przegrupowują się do kolejnej próby. Ukraińskie źródła podały, że rosyjskie pozycje zostały wzmocnione trzema jednostkami opartymi na milicjach DRL, 114, 15 i 21 Brygadą Strzelców Zmotoryzowanych, podczas gdy 30 Brygada Strzelców Zmotoryzowanych była trzymana w rezerwie.
18 października 21 Brygada Strzelców Zmotoryzowanych wysunęła się w kierunku wzniesienia z hałdami koksu (z sąsiedniej koksowni Awdijiwka), górującego nad Awdijikwą od północy, zdobywając kilka wysuniętych pozycji. Ukraińcy twierdzili, że zniszczyli 97 rosyjskich czołgów, bojowych wozów piechoty i transporterów opancerzonych, podczas gdy inne ukraińskie źródło twierdziło, że 18 stycznia stracili 620 rosyjskich żołnierzy i 34 jednostki sprzętu wojskowego.

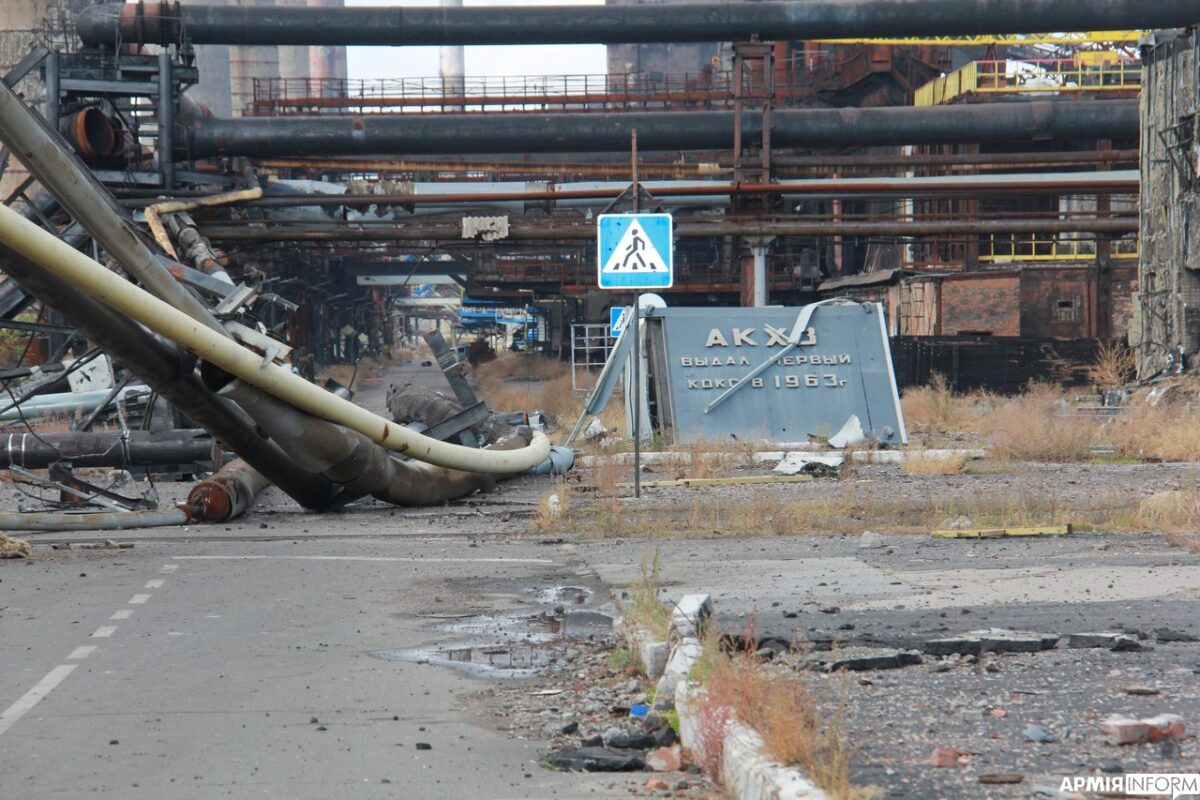
Koksownia w Awdijiwce po rosyjskim bombardowaniu, 19 października 2023 r.

19 października grupa dywersyjno-szturmowo-rozpoznawcza DRL „Kluny” dokonała zdobyczy na północ od Spartaka, a także podjęła próbę frontalnego natarcia na Awdijiwkę, atakując wraz z 1 Brygadą Strzelców Zmotoryzowanych słynną ufortyfikowaną restaurację „Carska Ochota”, znajdującą się przy najbardziej wysuniętym na południe zakręcie ulicy Sobornej na południowych obrzeżach miasta. 9 Brygada Strzelców Zmotoryzowanych posunęła się „kilkaset” metrów w kierunku Wodyń-Netajłowa. 114 Brygada Strzelców Zmotoryzowanych i 277 Batalion Piechoty zaatakowały w pobliżu wsi Stepove, na północ od Awdijiwki. 1454 Pułk Strzelców Zmotoryzowanych i 21 Brygada Strzelców Zmotoryzowanych zaatakowały w pobliżu Kamjanki. Wreszcie, bataliony ochotnicze „Pjatnaszka” i „Jugra” próbowały przedostać się do autostrady N20 na wschód od Awdijiwki.
22 października ISW poinformował, że siły rosyjskie wstrzymały swoje główne wysiłki w celu przegrupowania i przezbrojenia po „nieudanych” atakach z 19 października. Rzecznik ukraińskiego zgrupowania „Tawria”, pułkownik Ołeksandr Sztupun, stwierdził, że rosyjskie dowództwo przerzuca więcej jednostek z frontu zaporoskiego do Awdijiwki, a mianowicie 6 Dywizję Strzelców Zmotoryzowanych. W międzyczasie geolokalizowane nagrania potwierdziły marginalne rosyjskie postępy na południowy wschód od Perwomajśke. Rosyjskie i ukraińskie źródła donosiły również, że Rosja wysłała do Awdijiwki elementy PMC Redut, wraz ze 106 Gwardyjską Dywizją Powietrznodesantową. 24 października poinformowano również, że Rosja przeniosła elementy 41 Armii Ogólnowojskowej na pozycje rezerwowe w pobliżu Awdijiwki.
25 października rosyjski bloger wojskowy twierdził, że ukraińscy obrońcy wyparli siły rosyjskie ze wsi Berdyczów, położonej 10 km na północny wschód od Awdijiwki i na zachód od Stepowej. 26 października rosyjscy blogerzy wojskowi przypisywali deszcz i złą pogodę spadkowi intensywności starć wokół Awdijiwki.
28 października siły rosyjskie zajęły składowisko żużlu na zachód od linii kolejowej i koksownię Awdijiwka, uważaną za taktycznie ważne wzniesienie, które góruje nad Awdijiwką. Tymczasem dowódca batalionu Arbat potwierdził, że celem Rosji było zajęcie Awdijiwki, a także twierdził, że do batalionu dołączyły elementy Grupy Wagnera – która jest częścią „Dikiji Diwisiji Donbasu” DRL i „Brygady Piatnaszki”. Ukraiński obserwator wojskowy Kostiantyn Maszowiec ocenił, że Rosja skierowała na front w Awdijiwce „główne siły” 8. Armii Ogólnowojskowej, składającej się z całego 1. Korpusu Armijnego DRL, a także 2. Korpusu Armijnego Ługańskiej Republiki Ludowej (ŁRL), 20. Dywizji Strzelców Zmotoryzowanych i 150. Dywizji Strzelców Zmotoryzowanych.
31 października ukraiński pułkownik Ołeksandr Sztupun potwierdził, że Rosja rozpoczęła nowy atak na Awdijiwkę, składający się z jednostek karnych Sztorm-Z.
Na początku listopada 2023 r. tempo rosyjskich szturmów również spadło do „pełzającej ofensywy”, ponieważ pogorszyły się warunki pogodowe, a ulewne deszcze i błoto skomplikowały rozpoznanie i logistykę obu armii. Brytyjskie Ministerstwo Obrony oceniło, że siły rosyjskie w Awdijiwce prawdopodobnie zmieniły taktykę, przeprowadzając ataki piechoty konnej z powodu rzekomo dużych strat w pojazdach podczas październikowych szturmów. W międzyczasie rosyjscy blogerzy militarni twierdzili, że rosyjskie wojska prowadziły wojnę tunelową przeciwko ukraińskim pozycjom. 2 listopada znane rosyjskie źródło twierdziło, że rosyjskie wojska zbliżyły się do południowo-zachodnich obrzeży Awdijiwki, w kierunku dzielnicy Chimik i do 1 km od Siewiernych.
3 listopada ukraiński sztab generalny poinformował o odparciu 17 ataków na Awdijiwkę i w jej pobliżu, podczas gdy mer Awdijiwki Witalij Barabasz, powołując się na przechwycone transmisje audio, powiedział, że Rosjanie dążyli do zdobycia ufortyfikowanej koksowni podczas bitwy, ponieważ kontroluje ona północną flankę Awdijiwki. Tego samego dnia siły rosyjskie rozszerzyły swoją strefę kontroli na północny zachód od Krasnohoriwki, za linię kolejową, w kierunku Nowokułajewa, a także odepchnęły ukraińskich obrońców w pobliżu Weseła. ISW ocenił, że między 3 a 4 listopada wojska rosyjskie dotarły do torów kolejowych na północ od zakładu, umacniając pozycje, gdy dalej zbliżały się do wsi Stepowe od wschodu. Rosyjskie źródła twierdziły również, że nieregularna rosyjska formacja o nazwie „Dikija Diwisija” wykopała 160-metrowy tunel pod bliżej nieokreśloną ukraińską pozycją i zdetonowała materiały wybuchowe.
W dniach 7–8 listopada siły rosyjskie posuwały się wzdłuż linii kolejowej Stepowe i wzdłuż południowej flanki Awdijiwki. Tymczasem mer Barabasz powiedział, że ukraińscy obrońcy przygotowują się na „trzecią falę” rosyjskich ataków wzdłuż wschodniej osi, gdy ziemia wyschnie. 9 listopada rzecznik 3. Ukraińskiej Brygady Szturmowej powiedział, że Rosjanie prowadzili połączone ataki piechoty wspierane przez „artylerię, drony, lotnictwo, te same bombardowania lotnicze i nie tylko”, zachowując swój sprzęt, używając go „głównie z dystansu”. Ukraiński sztab generalny twierdzi, że tego dnia w pobliżu Awdijiwki odparto 11 rosyjskich ataków.
10 listopada geolokalizowany materiał filmowy pokazał, że siły rosyjskie wkroczyły do wschodniej części Stepowego w obliczu silnego ukraińskiego oporu. Rosyjskie ataki w kierunku Stepowego były podobno kosztowne, ponieważ otwarte pole między obrzeżami wioski a linią kolejową było „ziemią niczyją” w zasięgu ostrzału kilku ukraińskich brygad wspieranych przez artylerię, drony i bojowe wozy piechoty, co doprowadziło do ciężkich starć na tym odsłoniętym odcinku. 12 listopada generał Ołeksandr Tarnawski, który dowodził ukraińskimi wojskami na froncie w Awdijiwce, poinformował o 30 starciach z rosyjskimi oddziałami w Awdijiwce i w jej pobliżu oraz stwierdził, że Rosjanie zwiększają naloty bombami kierowanymi, przeprowadzając 30 nalotów i 712 ostrzałów artyleryjskich w ciągu poprzedniego dnia.

### Przejęcie południowej strefy przemysłowej (13 listopada – 4 grudnia 2023 r.)
13 listopada wojska rosyjskie posunęły się naprzód w tak zwanej strefie przemysłowej Promka w pobliżu alei Jasnynuwata na południowej flance Awdijiwki ważnym ufortyfikowanym obszarze frontu położonym na wzgórzu i utrzymywanym przez Ukrainę od 2014 roku. Do 16–17 listopada Rosjanie rzekomo zdobyli co najmniej 60% południowo-wschodniej strefy przemysłowej, a osobno rozszerzyli „szarą strefę” na osi Stepowe-Krasnohoriwka na północ od Awdijiwki. Brytyjskie Ministerstwo Obrony oceniło, że siły rosyjskie „prawie na pewno próbowały wykonać ruch szczypcowy” w Awdijiwce, ale podkreśliło, że zdobycie koksowni na osi północnej byłoby kosztowne dla Rosjan, ponieważ „zapewnia Ukrainie lokalną przewagę obronną”. W połowie listopada 2023 r. ukraińscy żołnierze powiedzieli Agence France-Presse, że używają dronów, granatów, moździerzy, artylerii i 25-milimetrowych dział M2 Bradley’ów do obrony przed atakami rosyjskiej piechoty, które, jak powiedzieli, miały na celu „wyczerpanie naszych linii ciągłymi falami ataków”. Jeden z ukraińskich operatorów dronów twierdził, że rosyjskie oddziały zazwyczaj posuwały się naprzód w nocy w grupach liczących od pięciu do siedmiu żołnierzy, a następnie atakowały o wschodzie słońca.
Ukraińcy odbili niektóre pozycje w kontrataku w pobliżu Stepowego i koksowni 19 listopada, podczas gdy walki trwały na południe od Nowokułajewa, położonego 10 km na północny zachód od Awdijiwki. Rosyjskie oddziały rzekomo przełamały ukraińską obronę w pobliżu stacji Jasynuwata-2 w strefie przemysłowej 20 listopada, a rzecznik ukraińskiej 47 Brygady Zmechanizowanej powiedział, że Rosjanie kontynuowali małe ataki piechoty pomimo rosnących opadów śniegu. Ukraiński kontratak na stację Jasynuwata-2 nie powiódł się 21 listopada, według rosyjskich źródeł. W międzyczasie mer Barabasz zauważył, że Rosjanie używali więcej pojazdów, gdy posuwali się dalej wzdłuż ulic strefy przemysłowej, ale kontynuowali ataki piechoty na otwartych polach. 22 listopada rosyjskie źródła poinformowały o zdobyciu ukraińskich fortyfikacji obronnych na południowy zachód od strefy przemysłowej, podczas gdy pułkownik Ołeksandr Sztupun poinformował o zniszczeniu dwóch rosyjskich czołgów i pięciu lub siedmiu pojazdów AFV podczas zmechanizowanego ataku. Ukraiński obserwator wojskowy Konstyantyn Maszowets poinformował, że Rosjanie wysłali do Awdijiwki 255 Pułk Strzelców Zmotoryzowanych – część 20 Gwardyjskiej Dywizji Zmechanizowanej.
Generał Ołeksandr Tarnawski powiedział, że „trzecia fala” rosyjskich ataków na Awdijiwkę rozpoczęła się 23 listopada i twierdził, że w ciągu następnych dwóch dni odparł kilka rosyjskich zmechanizowanych kolumn szturmowych. Ukraińcy twierdzili, że zabili 700 rosyjskich żołnierzy i zniszczyli 51 elementów sprzętu wojskowego, 44 pojazdy i osiem czołgów. Mer Barabasz twierdził, że warunki pogodowe, takie jak śnieg i silny wiatr, utrudniały rosyjską logistykę, tymczasem Rosjanie podobno kontrolowali 95% strefy przemysłowej do 24 listopada. 25–26 listopada rosyjskie źródła donosiły o postępach w pobliżu stacji kolejowej Jasynuwata-2 i twierdziły, że większość lub cała południowa strefa przemysłowa została zdobyta. Geolokalizowane materiały filmowe pokazywały rosyjskie pojazdy opancerzone działające swobodnie i bombardujące ukraińskie pozycje w północnej części strefy przemysłowej, podczas gdy ukraińska piechota wycofywała się na północ w kierunku pobliskich przedmieść. Ukraiński żołnierz, z którym Radio Swoboda przeprowadziło wywiad 27 listopada, przyznał, że Rosjanie zdobyli niedawne zdobycze, ale zaprzeczył, że cała strefa przemysłowa została zdobyta, podczas gdy DeepState mapping, mapowanie wojny rosyjsko-ukraińskiej OSINT poinformował, że Ukraińcy nadal utrzymywali niektóre ufortyfikowane pozycje w dzielnicy.
Według doniesień strefa przemysłowa Promka była pod pełną kontrolą Rosjan do 4 grudnia, podczas gdy Roman Pohorilyi z DeepState mapping powiedział, że Rosjanie skonsolidowali swoje pozycje w dzielnicy do 21 grudnia i sprowadzali piechotę i sprzęt.

### Dalsze okrążenie i natarcie na północne obrzeża (5 grudnia 2023 r. – 20 stycznia 2024 r.)
Pod koniec listopada siły ukraińskie utrzymywały linie zaopatrzeniowe do Awdijiwki w trudnych warunkach pogodowych i ciągłej presji rosyjskiej z północy, wschodu i południa. 28 listopada siły rosyjskie nacierały „ze wszystkich stron”, a w pobliżu koksowni toczyły się ciężkie walki. Mer Barabasz powiedział, że koksownia została „prawie całkowicie zniszczona” w wyniku pozornie ciągłych rosyjskich nalotów artyleryjskich i powietrznych, które stopniowo osłabiały ukraińską obronę. Według doniesień DeepState i ISW, rosyjskie wojska miały przewagę liczebną nad ukraińskimi obrońcami w stosunku pięć do jednego i utrzymywały przewagę powietrzną i artyleryjską, ponieważ ukraińskie źródła donosiły o niedoborach amunicji do haubic 155 mm i niewystarczających zapasach amunicji przeciwpancernej i przeciwlotniczej.
Ukraińscy obrońcy kontynuowali starcia z rosyjskimi wojskami w okolicach Stepowego. Na początku grudnia w sieci pojawiło się nagranie, na którym bojownicy w rosyjskich mundurach najwyraźniej rozstrzelali dwóch poddających się ukraińskich żołnierzy podczas oczyszczania ziemianki w pobliżu Stepowego, co skłoniło ukraińską prokuraturę w Doniecku do wszczęcia śledztwa i skłoniło ukraińskie władze do oskarżenia Rosji o zbrodnię wojenną.

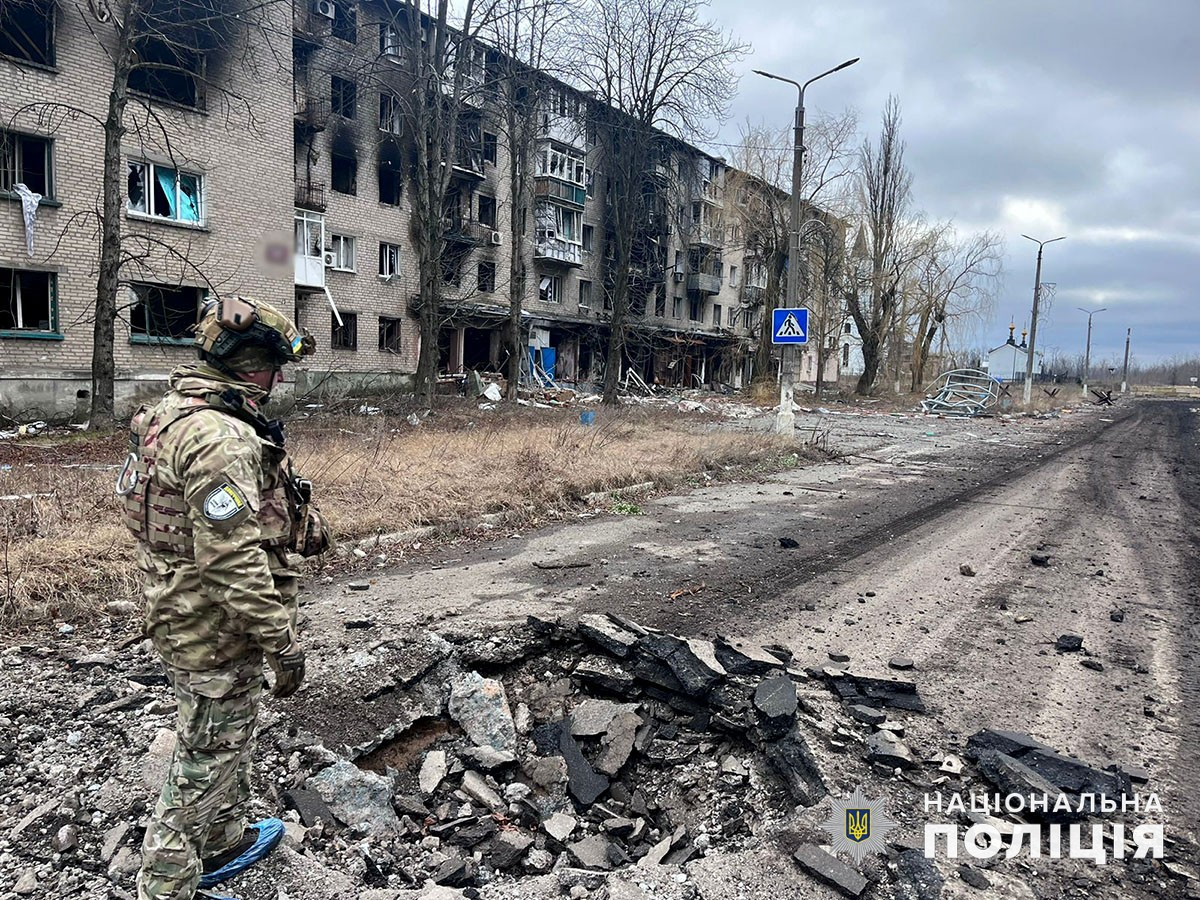
Zniszczone budynki w Awdijiwce, 29 grudnia 2023 r.

18 grudnia ISW poinformował o marginalnym rosyjskim natarciu na północ od Pierwomajśka podczas trwających prób wzmocnienia południowej flanki. Ukraińcy ponownie twierdzili, że zadali siłom rosyjskim ciężkie straty w sprzęcie, w tym 44 czołgi, 60 transporterów opancerzonych i 38 systemów artyleryjskich w ciągu ostatnich 24 godzin w okolicach Awdijiwki. 25 grudnia Ukraińcy twierdzili, że obecnie przerzucają rezerwy do walki z siłami rosyjskimi i że „każdego dnia tracą 300-400 zabitych i rannych oraz dużo sprzętu wojskowego”. Jednak Rosjanie podobno przerzucali własne rezerwy, a „jedna kolumna może zawierać zarówno najnowsze, jak i bardzo stare radzieckie modele sprzętu”. Następnego dnia ukraińskie Ministerstwo Obrony zaprzeczyło doniesieniom o tym, że jedna z ich brygad straciła w Wigilię 108 zabitych, nazywając te doniesienia „fałszywymi”.
Rosyjskie ataki trwały do stycznia 2024 r., przynosząc minimalne rezultaty. Do połowy stycznia Rosjanie podobno zmienili taktykę z prób oskrzydlenia Awdijiwki szybkimi, odsłoniętymi atakami pancernymi na infiltrację piechoty w celu ominięcia ukraińskich pozycji. Według Kyiv Post, Rosjanie przeszli od ataku na wzgórza i otwarte pola na północ i zachód od miasta do ataku z kierunku południowego i wschodniego.
W dniu 19 stycznia 2024 r. Ukraińcy twierdzili, że Rosjanie kontynuowali ataki pancerne na ich pozycje i stracili 41 pojazdów opancerzonych w ciągu ostatnich trzech dni, w tym 17 czołgów. Następnego dnia, 20 stycznia, płk. Sztupun oświadczył, że po tygodniu „dość intensywnych nalotów z użyciem dużej liczby kierowanych bomb lotniczych” Rosjanie tymczasowo odłożyli naloty, ale kontynuowali ataki rakietowe i artyleryjskie na miasto, spekulując, że potencjalnymi przyczynami były rutynowe prace konserwacyjne, niedobory amunicji lub niekorzystne warunki pogodowe.

### Przełom na południowych i północnych przedmieściach (20 stycznia – 7 lutego 2024 r.)
W dniu 20 stycznia 2024 r. siły rosyjskie przełamały ukraińską obronę w południowej Awdijiwce, zdobywając ufortyfikowaną restaurację „Carska Ochota” i posuwając się do 1,2 km na północ wzdłuż ulicy Sobornej. Przedarły się również na ulice Czernyszewskoho i Sportjiwa i posunęły się do 1 km wzdłuż nich i linii drzew na południu. Rosyjskie źródła donoszą, że zajęto obszar daczy Skotowata i kamieniołom piasku, zarówno na wschód od „Carskiej Ochoty”, jak i na południowy zachód od wcześniej zdobytej południowej strefy przemysłowej. Ukraiński obserwator wojskowy Kostyantyn Maszowets powiedział ponadto, że Rosjanie posuwali się wzdłuż ulic Kolosowa i Lermentowa, obie na północny zachód od kamieniołomu piasku. Według ISW, rosyjskie jednostki szturmowe obejmowały 55 Brygadę Górskich Strzelców Zmotoryzowanych i 132 Brygadę Strzelców Zmotoryzowanych DRL, 1 Brygadę Strzelców Zmotoryzowanych, Brygadę Rozpoznawczo- Szturmową „Veterany” i 9 Brygadę Strzelców Zmotoryzowanych.
Według źródeł zarówno ukraińskich, jak i rosyjskich, rosyjski przełom na południu był częściowo wynikiem taktyki tunelowania. Według raportu 5 Kanal, rosyjscy tunelarze weszli do lokalnej podziemnej sieci odwadniającej w pobliżu Spartaka i zaczęli kopać i usuwać gruz w opuszczonym tunelu kanalizacyjnym „przez kilka dni”. Zespoły zwiadowcze wykorzystały następnie przejście do infiltracji „około kilometra” do przodu i przeprowadzenia podstępnych ataków na ukraińskie pozycje, z różnym powodzeniem. Według rosyjskich źródeł, operacja drążenia tunelu trwała kilka tygodni, gdy rosyjscy zwiadowcy oczyszczali zalaną rurę drenażową z lodowatej wody i wycinali w niej otwory za pomocą elektronarzędzi. Według rosyjskich źródeł, aż 150 uczestników operacji specjalnej wykorzystało sieć do infiltracji na odległość 2 km i pojawienia się za ukraińskimi pozycjami w pobliżu parku „Carska Ochota”, zdobywając fortyfikację
22 stycznia Ukraińcy poinformowali o walkach w północnej i zachodniej części miasta, w tym w pobliżu koksowni. Materiał filmowy z ataków dronów kamikaze 110 Brygady Zmechanizowanej, głównej ukraińskiej formacji broniącej Awdijiwki, pokazał, że wojska rosyjskie wkroczyły na tereny miejskie. 23 stycznia siły rosyjskie dotarły do zachodniego Stepowa, a do 25 stycznia częściowo ustabilizowały linię frontu na południowy zachód od wioski. ISW oceniło, że te marginalne zyski pokazały „tempo znacznie poniżej skali początkowych fal rosyjskich ataków zmechanizowanych” na tym obszarze.
Od 25 stycznia siły ukraińskie kontratakowały w pobliżu obszaru „Carskiej Ochoty”, aby odzyskać wcześniej utracone pozycje, podobno z marginalnym sukcesem. W dniach 28–29 stycznia starcia pozycyjne trwały również na południowo-zachodniej flance Rosji, a Rosjanie twierdzili, że dokonali kolejnych postępów wzdłuż ulicy Woroszyłowa w Pierwomajśku. W dniu 31 stycznia prezydent Rosji Władimir Putin skomentował ostatnie rosyjskie postępy, mówiąc, że siły rosyjskie „zdobyły 19 domów i trzymają je”, bez doprecyzowania. Na początku lutego 2024 r. potwierdzono, że wojska rosyjskie posunęły się na wschód od Opytnego, dodatkowo wspierając długotrwałe połowiczne okrążenie fortyfikacji jednostki obrony powietrznej „Zenit”. Wojska rosyjskie umocniły swoje pozycje w pobliżu ulicy Sobornej aż do skrzyżowania z ulicą Czernyszewskoho do 9 lutego.
Na początku lutego 2024 r. wojska rosyjskie po południowym przełomie dokonały drugiego przełomu w północnej Awdijiwce. Do 2 lutego siły rosyjskie w większości zdobyły północno-wschodni obszar daczy miasta, aż do północno-wschodnich odcinków ulicy Pionierskiej i alei Zaliznychnyj. W dniach 4–6 lutego posunęły się kilkaset metrów wzdłuż zalesionego obszaru jeziora na północ od ulicy Sapronowej, docierając do najbardziej wysuniętego na północ odcinka ulicy Donieckiej i prawdopodobnie zdobywając większość alei Michurina. Doniesiono również, że siły rosyjskie zbliżyły się do linii kolejowej na północ od mostu kolejowego i posunęły się w kierunku północnego brzegu zalanego kamieniołomu piasku. Mglista pogoda i brak ukraińskich pocisków podobno przyczyniły się do sukcesu rosyjskiego natarcia Tymczasem rosyjskie źródła donosiły o dalszych postępach w południowo-wschodniej części Pierwomajśka.
Ukraiński dziennikarz Jurij Butusow poinformował, że sytuacja w mieście stała się krytyczna, a 110 Brygada Zmechanizowana była wyczerpana. Butusow napisał, że 110. brygada czasami polegała na starszych mechanikach pojazdów, aby wypełnić luki w coraz cieńszych liniach obronnych, zauważając, że wielu „dziadków” zginęło już w bitwie, ponieważ „każdy, kto może trzymać karabin maszynowy” był potrzebny do utrzymania linii. Mniej więcej w tym czasie w sieci pojawiło się niedatowane wideo przedstawiające dostarczony przez USA czołg M1A1 Abrams obsługiwany przez 47. Brygadę Zmechanizowaną, rzekomo na froncie w Awdijiwce.

### Walki w centrum Awdijiwki i po drugiej stronie torów kolejowych (8 – 14 lutego 2024 r.)
Rosyjskie źródła twierdziły, że do 8 lutego linia frontu północnego przełamania została przesunięta dalej na południe, w kierunku centrum Awdijiwki, wytyczając w pobliżu ulic Szestakowa – Sapronowa – 50-riczczia linii AKKhZ. Twierdzili również, że zajęto 1,4-kilometrowy odcinek linii kolejowej i część dzielnicy domków letniskowych po jej drugiej stronie. Ukraiński rzecznik wojskowy przyznał, że trwają starcia „nie tylko w rejonie prywatnych domów na północ od miasta, ale już w samym mieście” i powiedział, że wojska rosyjskie koncentrują ataki na osi północnej, próbując odciąć główną drogę zaopatrzenia (rzekomo ulicę Hruszewskoho) do miasta. Mer Barabasz nazwał sytuację „bardzo trudną i gorącą” i powiedział, że Rosjanie szturmują miasto ze wszystkich stron „bardzo dużymi siłami”. Barabasz powiedział również, że Rosjanie atakowali głównie za pomocą lotnictwa, artylerii i piechoty, ponieważ teren był zbyt miękki dla czołgów i pojazdów opancerzonych. Ukraiński sztab generalny twierdził, że zestrzelił rosyjski śmigłowiec szturmowy w pobliżu miasta.
Brytyjskie Ministerstwo Obrony zauważyło, że Rosjanie mocno wykorzystywali taktyczną siłę powietrzną, informując, że rosyjskie samoloty bojowe wystrzeliły około 600 kierowanych pocisków w ciągu ostatnich czterech tygodni, a „rosyjskie loty zwiększyły liczbę ataków kierowaną amunicją powietrzną z 30 do 50 dziennie w dniu 5 lutego 2024 r., co stanowi wzrost o 66 procent w ciągu ostatnich dwóch tygodni”. Tymczasem ukraińscy dowódcy podobno przypisywali rosyjski przełom chronicznym brakom w zaopatrzeniu w artylerię, wynikającym z niedawnych opóźnień w pakietach pomocy wojskowej UE i USA, a ukraińscy żołnierze donosili, że Rosjanie wystrzeliwali pięć pocisków na każdy ich. Ukraińscy żołnierze twierdzili również, że Rosjanie produkują i wykorzystują więcej dronów FPV niż oni, ponieważ Ukraińcy byli w większości uzależnieni od darowizn cywilnych. Pomimo braków w zaopatrzeniu i przewagi liczebnej, przynajmniej jeden ukraiński żołnierz podkreślał, że morale pozostało stosunkowo silne.
9 lutego generał-pułkownik Ołeksandr Syrski, który 8 lutego zastąpił Walerija Załużnego na stanowisku głównodowodzącego sił zbrojnych Ukrainy, miał przenieść rezerwy do Awdijiwki. 10 lutego generał brygady Ołeksandr Tarnawski, dowódca grupy operacyjno-strategicznej Tawria, zauważył, że Rosjanie próbują „ustanowić kontrolę nad naszymi szlakami zaopatrzeniowymi na północnej flance”, ale podkreślał, że linie zaopatrzeniowe utrzymują się, a ukraińscy obrońcy wzmacniają „linie blokujące, stawiają dodatkowe pozycje ogniowe i ściągają świeże i skuteczne siły”. 11 lutego Ukraińcy podobno wysłali swoją ostatnią rezerwę, 3. Brygadę Szturmową, do obrony Awdijiwki.
Nowe siły z ukraińskich brygad były przerzucane do Awdijiwki w tygodniu od 4 do 10 lutego. Według The Washington Post, ukraińska Grupa Specjalna „Alfa” wykorzystywała część koksowni do wystrzeliwania dronów FPV przeciwko rosyjskiej piechocie, ponieważ Ukraińcy oszczędzali pociski artyleryjskie na większe cele, takie jak pojazdy opancerzone i artyleria.
Według rosyjskich blogerów wojskowych, 12 lutego siły rosyjskie okopały się na zachód od linii kolejowej, rozmieszczając więcej pojazdów opancerzonych i dokonując niewielkiego postępu na południowy zachód od miasta. Dmytro Riumszyn, dowódca ukraińskiej 47 Brygady Zmechanizowanej, twierdził, że Rosjanie rozmieszczają w mieście regularne oddziały, grupy dywersyjne, a także jednostki karne „Sztorm-Z” i „Sztorm-V”.
13 lutego niektóre jednostki 110 Brygady Zmechanizowanej zostały wycofane z Awdijiwki, ponieważ „nie miały już wystarczających zdolności do utrzymania miasta”. 110. brygada broniła miasta nieprzerwanie od marca 2022 r. Następnego dnia kilka rosyjskich źródeł zgodziło się już z doniesieniami o rosyjskiej kontroli do połowy ulicy Tymiriaziewa i autobazy, obie na południowy zachód od linii kolejowej, po raz pierwszy podanymi dwa dni wcześniej.

### Wycofanie wojsk ukraińskich (15 – 17 lutego 2024 r.)
15 lutego ukraińskie siły zbrojne potwierdziły, że częściowe wycofywanie się z Awdijiwki jest już w toku, a gen. Tarnawski potwierdził, że „zaciekłe walki” trwają „wewnątrz” miasta. Siły rosyjskie odcięły prawdopodobnie główną ukraińską naziemną linię komunikacyjną (GLOC) przez ulicę Hruszewskiego lub aleję Przemysłową, a także posunęły się na północny zachód od autobazy i sektora prywatnego w kierunku skrzyżowania z drogą O0542 do miejscowości Łastoczkyne. Rosyjskie źródła donoszą o dalszych działaniach na zachód od Awdijiwki, w kierunku Łastoczkyn, mających na celu odcięcie pozostałych ukraińskich GLOC i okrążenie obrońców trzymających się w słynnej najbardziej wysuniętej na południe fortyfikacji „Zenit”, znajdującej się w byłej jednostce obrony powietrznej. Fortyfikacja obrony przeciwlotniczej „Zenit” zakotwiczyła południową flankę Awdijiwki, przez lata uniemożliwiając bezpośredni atak z południa. Później tego samego dnia ukraińskie oddziały wycofały się z „Zenitu” na północ, aby uniknąć okrążenia, pozostawiając fortyfikację wojskom rosyjskim.
Rzecznik Rady Bezpieczeństwa Narodowego USA John Kirby przyznał, że Awdijiwka jest „zagrożona wpadnięciem pod rosyjską kontrolę”, powołując się na braki w zaopatrzeniu ukraińskiej artylerii. Oficer ze 110 Brygady powiedział BBC News, że zabrakło im artylerii i że braki artyleryjskie są powszechne i mają bezpośredni wpływ na bitwę, a obrońcy pierwszej linii „są uzbrojeni tylko w karabiny szturmowe”.
17 lutego w godzinach porannych głównodowodzący Sił Zbrojnych Ukrainy Ołeksandr Syrski potwierdził, że siły ukraińskie całkowicie wycofują się z Awdijiwki na „bardziej korzystne linie”, aby „uniknąć okrążenia i zachować życie i zdrowie personelu”. Prezydent Wołodymyr Zełenski potwierdził, że decyzja o wycofaniu miała na celu „uratowanie życia naszych żołnierzy” przed rosyjskim okrążeniem, jednocześnie chwaląc ukraińskie wojska za „wyczerpanie” Rosjan. Generał Ołeksandr Tarnawski skomentował: „W sytuacji, gdy wróg naciera na trupy własnych żołnierzy, z przewagą 10 do 1 pocisków, pod ciągłym bombardowaniem, jest to jedyne właściwe rozwiązanie”. Tarnawski powiedział, że siły rosyjskie przeprowadziły ponad 150 ataków artyleryjskich i 20 nalotów na froncie w Awdijiwce w ciągu ostatnich 24 godzin. Dodatkowo potwierdził, że „na końcowym etapie operacji, pod presją przeważających sił wroga, pewna liczba ukraińskich żołnierzy została schwytana”.
W ciągu dnia w mediach społecznościowych pojawiło się wiele filmów pokazujących rosyjskie flagi umieszczane w całym mieście, w tym na jednym z budynków awdijiwskiej koksownii. Później tego samego dnia rosyjskie Ministerstwo Obrony oświadczyło, że siły rosyjskie przejęły „pełną kontrolę” nad Awdijiwką i że trwają operacje oczyszczania koksowni.

## Analizy

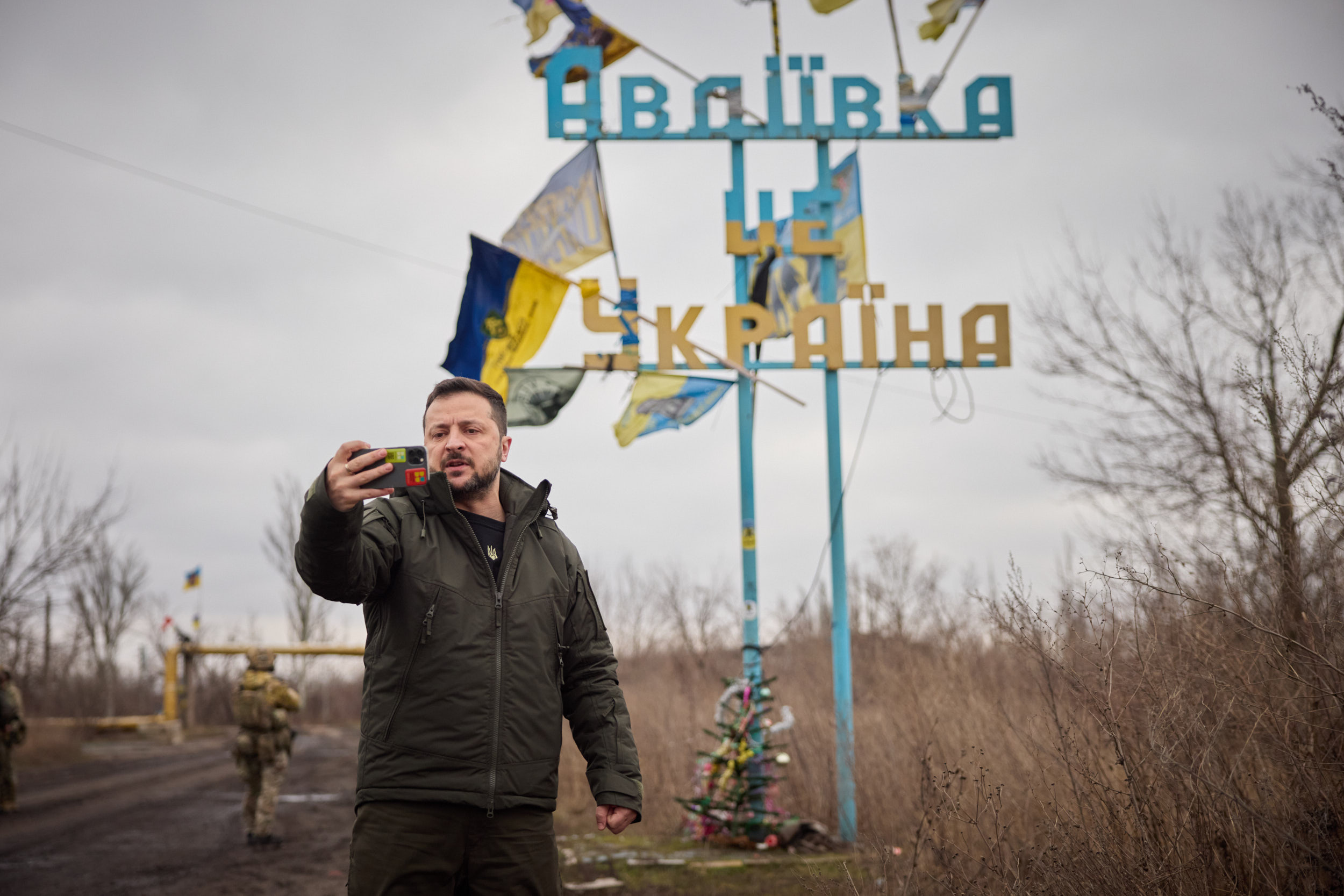
Prezydent Wołodymyr Zełenski odwiedzający Awdijiwkę 29 grudnia 2023 r.

### Wartość strategiczna
Zarówno Ukraińcy, jak i Rosjanie uznają Awdijiwkę za kluczową osadę niezbędną do osiągnięcia przez Rosję większego celu, jakim jest zdobycie całego Donbasu, ponieważ miasto służy jako „brama” do Doniecka.
Mykoła Bielieskow z Narodowego Instytutu Studiów Strategicznych, kijowskiego think tanku, ocenił pod koniec 2023 r., że zajęcie Awdijiwki przez Rosjan nie miałoby strategicznego wpływu na całą wojnę, ale „uczyniłoby sytuację bardziej stabilną dla okupowanego Doniecka jako głównego rosyjskiego centrum logistycznego”. Zdobycie Awdijiwki podniosłoby morale sił rosyjskich i zadałoby psychologiczny cios Ukraińcom, dodał Bielieskow.
Według Institute for the Study of War, kilku rosyjskich blogerów wojskowych ogłosiło na początku listopada 2023 r., że trwająca bitwa była już sukcesem operacyjnym, ponieważ zmniejszyła intensywność ukraińskiego ostrzału Doniecka.